# Luqman (sura)
Luqman (em árabe: سورة لقمان) é a trigésima primeira sura do Alcorão com 34 ayats.